# Gare de Feldkirch-Tisis
La gare de Feldkirch-Tisis (en allemand Feldkirch-Tisis) est une gare ferroviaire autrichienne de la ligne de Feldkirch à Buchs. Elle est située à Tisis, quartier de la ville de Feldkirch dans le Land autrichien de Vorarlberg.
C'est une halte voyageurs Österreichische Bundesbahnen (ÖBB) desservie par des trains régionaux.

## Situation ferroviaire
Établie à 452 mètres d'altitude, la halte de Tisis est située au point kilométrique (PK) 7,282 de la ligne de Feldkirch à Buchs, entre les gares de Feldkirch-Gisingen et de Schaanwald (au Liechtenstein) dont elle est séparée par la frontière entre l'Autriche et le Liechtenstein.
La voie unique dessert un quai latéral.

## Service des voyageurs

### Accueil
Halte voyageurs ÖBB, c'est un point d'arrêt non géré (PANG) à accès libre. Qui dispose d'un dispositif d'annonces sonores et d'un abri sur l'unique quai.

### Desserte
Tisis est  desservie par des trains régionaux. 

### Intermodalité
Le stationnement des véhicules est difficile à proximité.